# Король (фильм, 2017, Южная Корея)
«Король» (кор. 더 킹, ром. Deo king) — южнокорейская политическая криминальная драма 2017 года, главные роли в котором исполнили Чо Ин Сон и Чон У Сон.

## Сюжет
Фильм рассказывает о Тхэ Су, выходце из бедной семьи, узнав, что власть — самая важная вещь в жизни, решает стать прокурором, так как прокуратура в 1990-е годы считалась одной из самых влиятельных структур Республики Корея. В период, когда страна переживает демократические преобразования, он поступает в самую престижную юридическую школу. Несмотря на тяжёлые демократические преобразования в стране, он заканчивает её и становится прокурором, но его положение не лучше, чем у обычного рабочего. Благодаря удачным стечениям обстоятельств он примыкает к клике влиятельных прокуроров, обладающей авторитетом и богатством. Тхэ Су, наконец, достигает своей цели, наслаждается жизнью, но принадлежа к элите, он также видит тёмную сторону власти.

## В ролях
- Чо Ин Сон — Пак Тхэ Су
- Чон У-сон — Хан Кан Шик[7]
- Ким А-джун — Сан Хи[8]
- Пэ Сон-у — Ян Дон Чуль
- Рю Джун-ёль — Чой Ду Ил[9]
- Ким И-сон — Ким Ен Су
- Чжон Ын-Чхэ — Пак Ши-ён
- Ким Со-джин — Ан Хи Ен
- Хван Сын-он — Чжун Хи Сун
- Ли Чжу Ён — Чэ Ми Рён
- Шин Рю-джин — Джи Мин[10]
- Хан Су-ён
- О Дэ-хван — Сон Пэк-хо

## Производство
Первое чтение сценария состоялось в конце января 2016 года. Съёмки начались 4 февраля и завершились 3 июля того же года. Съёмки проходили в Сеуле, Тэджоне и Пусане в Южной Корее.

## Промо и показ
Первый трейлер побил рекорд по количеству просмотров для трейлеров к корейским фильмам, собрав более 7,17 миллиона просмотров за неделю с момента его публикации.
Фильм был выпущен в Южной Корее 18 января 2017 года. Также с 27 января он имел ограниченный прокат в Северной Америке.

## Приём
В премьерную неделю «Король» вышел в лидеры проката в Южной Корее: было продано 1,85 миллиона билетов, а сборы составили $ 13,2 миллиона. По итогам же всего проката было продано 5,31 миллиона билетов, а общая касса составила $ 38,5 миллионов, став седьмым самым кассовым южнокорейским фильмом 2017 года.

## Награды и номинации
| Награда                           | Категория                              | Получатель             | Результат |
| --------------------------------- | -------------------------------------- | ---------------------- | --------- |
| 53-й Baeksang Arts Awards         | Лучший актёр второго плана             | Пэ Сон-у               | Номинация |
| 53-й Baeksang Arts Awards         | Лучшая актриса второго плана           | Ким Со-джин            | Победа    |
| 53-й Baeksang Arts Awards         | Лучший новый актёр                     | Рю Джун-ёль            | Победа    |
| 26-й Buil Film Awards             | Лучший актёр второго плана             | Рю Джун-ёль            | Номинация |
| 26-й Buil Film Awards             | Лучшая актриса второго плана           | Ким Со-джин            | Номинация |
| 26-й Buil Film Awards             | Лучшая операторская работа             | Ким У-хён              | Номинация |
| 26-й Buil Film Awards             | Лучшая работа художника-постановщика   | Король                 | Номинация |
| 54-й Большой колокол              | Лучший фильм                           | Король                 | Номинация |
| 54-й Большой колокол              | Лучший режиссёр                        | Хан Джэрим             | Номинация |
| 54-й Большой колокол              | Лучший актёр                           | Чо Ин-сон              | Номинация |
| 54-й Большой колокол              | Лучший актёр второго плана             | Пэ Сон-у               | Победа    |
| 54-й Большой колокол              | Лучшая актриса второго плана           | Ким Со-джин            | Победа    |
| 54-й Большой колокол              | Техническая награда                    | Король                 | Номинация |
| 54-й Большой колокол              | Лучшее планирование                    | Король                 | Номинация |
| 54-й Большой колокол              | Лучшая работа художника-постановщика   | Ли На-гём              | Номинация |
| 54-й Большой колокол              | Лучший сценарий                        | Хан Джэрим             | Победа    |
| 54-й Большой колокол              | Лучшая музыка                          | Моуг                   | Номинация |
| 54-й Большой колокол              | Лучшая работа по костюмам              | Чо Сан-гён             | Номинация |
| 54-й Большой колокол              | Лучшее освещение                       | Ким Сон-гю             | Номинация |
| 54-й Большой колокол              | Лучшая операторская работа             | Ким У-хён              | Номинация |
| 54-й Большой колокол              | Лучший монтаж                          | Щин Мин-гён            | Победа    |
| 1-й The Seoul Awards              | Лучший фильм                           | Король                 | Номинация |
| 1-й The Seoul Awards              | Лучший актёр                           | Чо Ин-сон              | Номинация |
| 1-й The Seoul Awards              | Лучший актёр второго плана             | Пэ Сон-у               | Номинация |
| 1-й The Seoul Awards              | Лучший новый актёр                     | Рю Джун-ёль            | Победа    |
| 38-й Голубой дракон               | Лучший фильм                           | Король                 | Номинация |
| 38-й Голубой дракон               | Лучший актёр                           | Чо Ин-сон              | Номинация |
| 38-й Голубой дракон               | Награда популярной звезде              | Чо Ин-сон              | Победа    |
| 38-й Голубой дракон               | Лучший актёр второго плана             | Пэ Сон-у               | Номинация |
| 38-й Голубой дракон               | Лучшая актриса второго плана           | Ким Со-джин            | Победа    |
| 38-й Голубой дракон               | Лучшая операторская работа и освещение | Ким У-хён и Ким Сон-гю | Номинация |
| 38-й Голубой дракон               | Лучший монтаж                          | Щин Мин-гён            | Победа    |
| 38-й Голубой дракон               | Лучшая музыка                          | Моуг                   | Номинация |
| 38-й Голубой дракон               | Лучший художник-постановщик            | Ли На-гём              | Номинация |
| 17-й Director's Cut Awards        | Специальное упоминание                 | Король                 | Победа    |
| 12-я Азиатская кинопремия         | Лучший монтаж                          | Щин Мин-гён            | Победа    |
| 9-й KOFRA Film Awards             | Лучшая актриса второго плана           | Ким Со-джин            | Победа    |
| 2-й Malaysia Golden Global Awards | Лучший актёр                           | Чо Ин-сон              | Номинация |